# UNL-35
UNL-35 — испанский лёгкий бронеавтомобиль времён Гражданской войны в Испании.

## История
Осенью 1936 года из СССР в Испанию прибыли первые бронеавтомобили БА-И, ФАИ и БА-6, которые положительно зарекомендовали себя в боях под Мадридом и оказались более эффективны, чем использовавшиеся республиканцами броневики полукустарного производства. В результате, в ноябре 1936 года комиссия по бронетанковому вооружению армии Испанской республики приняла решение разработать для армии стандартизированный вариант бронеавтомобиля по образцу БА-6.
Проектирование бронемашины проходило на заводе № 22 Unión Naval de Levante (морской союз Леванта) в Валенсии (ранее уже выполнявшего заказы для испанского флота) при участии советских военных специалистов (общее руководство осуществлял военинженер Н. Н. Алымов, также в проектировании участвовал Борис Генчев — именно он предложил устанавливать на выпускаемые машины дополнительный бак с водой для охлаждения двигателя). Вопросами организации производства броневого проката на заводе «Atlos Hornos de Sagunto» в Сагунто занимался советский гражданский специалист, инженер Андриан Воробьёв.
При проектировании броневика рассчитывали на возможность его вооружения 45-мм танковой пушкой 20-К (устанавливавшиеся на полученные республиканцами танки Т-26 и БТ-5), но в связи с отсутствием лишних орудий было решено создавать броневик с пулемётным вооружением.
Первый выпущенный броневик получил название «T-35», однако в дальнейшем бронемашина выпускалась под наименованием UNL-35. Объемы производства бронемашин были неодинаковыми, их осложнили перебои с поставками материалов и бомбардировки завода авиацией франкистов. С лета 1937 до весны 1938 года на заводе № 22 выпускали в среднем по 5-6 бронемашин в месяц, а максимальный объём производства составил 9 или 10 машин в месяц.
С приближением линии фронта к Валенсии производство перенесли на завод «Amat» в городе Эльда (в 30 км к северо-западу от Аликанте). Здесь в связи с нехваткой шасси ЗИС-5 бронемашины начали делать на шасси других подходящих грузовиков. Всего в период с июня 1937 до марта 1939 года было изготовлено не менее 120 бронемашин UNL-35 (более половины из них были построены на шасси грузовиков ЗИС-5, а остальные — на шасси американских грузовиков «Форд» V8 и «Шевроле»).

## Описание
Бронеавтомобиль изготавливался на укороченном на 1400 мм шасси 3-тонного грузовика ЗИС-5 и имел частично сварной, частично клёпаный корпус и бронированное днище.
Двигатель ЗИС-5 мощностью 73 л.с. (54 кВт) при 2 300 оборотах в минуту.
Экипаж состоял из трёх человек: водителя, башенного стрелка и командира машины.
Броневики имели броню двух вариантов: из 10-мм листовой хромоникелевой броневой стали, или 10-мм «двухслойную» (полученную путём склёпки 7-мм бронелиста с 3-мм котельным железом).
Вооружение составляли два пулемёта: один был установлен в лобовом листе корпуса, второй — во вращающейся башне. Первые 16 машин были вооружены 7,62-мм пулемётами ДТ, следующие десять — пулемётами Максима, в дальнейшем на машины устанавливали различные пулемёты, имевшиеся в наличии (советские 7,62-мм ДТ, «Максим», МТ; английские 7,71-мм «Виккерс» и «Льюис», французские 8-мм «Гочкис»), а также немецкие 7,92-мм МГ 08 и МГ 13.
В процессе производства в конструкцию бронемашины вносили изменения, поэтому броневики первых и последних серий имели некоторые отличия (в частности, в сравнении с первыми броневиками у последующих бронемашин была усилена защита радиатора).

## Операторы
- Вторая Испанская Республика — активно использовались до окончания войны в марте 1939 года;
- Франкистская Испания — некоторое количество трофейных UNL-35 использовалось в ходе войны, после окончания боевых действий они оставались на вооружении испанской армии до 1956 года[1][3].